# Centralna Magistrala Kolejowa
Centralna Magistrala Kolejowa (CMK) je polská vysokorychlostní železniční trať spojující Kraków a aglomeraci kolem Katowic s Varšavou. Byla dána do provozu postupně v letech 1974 až 1977. Vlaky vybavené mobilní částí zabezpečovače ETCS mohou po trati jezdit rychlostí až 200 km/h. Na konvenční železniční síť je na straně Katowic napojena ve stanici Zawiercie a na varšavské straně v Grodzisku Mazowieckém. Její celková délka je 221 km. Od roku 2023 bude zvýšena povolená rychlost na této trati na 250 km/h.

## Výstavba
O výstavbě této trati se uvažovalo již na počátku 50. let 20. století, ale elektrizace a zřizování automatického bloku na stávajících tratích směřujících z jihu do Varšavy nutnost postavení nové trasy oddálilo. Významný růst dopravního zatížení na počátku 70. let však přispěl k definitivnímu rozhodnutí o započetí výstavby.
Projekt počítal s těmito parametry: nejvyšší rychlost vlaků osobní dopravy 200–250 km/h, maximální hmotnost nákladního vlaku 5000 tun, minimální poloměr oblouku 4000 m, veškeré křížení s pozemními komunikacemi mimoúrovňově (což nebylo zcela dodrženo).
Výstavba prvního úseku (Zawiercie – Radzice, 143 km) byla zahájena v srpnu 1971 a celá dvoukolejná trať včetně elektrizace byla dokončena v roce 1977. Začala také výstavba prodloužení do Gdaňsku, ale krátce po zahájení prací byla výstavba ukončena.

## Zvyšování rychlosti
Postupné zvyšování rychlosti bylo zahájeno 1. června 1984, kdy expresy „Górnik“ a „Krakus“ začaly po CMK pravidelně jezdit rychlostí 140 km/h. Po dokončení instalace automatického bloku typu Eac v roce 1986 mohla být traťová rychlost zvýšena na 160 km/h. Pravidelný provoz touto rychlostí byl zahájen 29. května 1988 a jednalo se opět o dva páry vlaků „Górnik“ a „Krakus“. V počátečním období byly na vlacích jedoucích rychlostí až 160 km/h nasazovány ve dvojicích lokomotivy řady EP05 české výroby (obdoba československé řady 141). Ty byly později nahrazovány novými polskými lokomotivami EP09.
V roce 2006 již téměř celý úsek Psary – Zawiercie umožňuje jízdu rychlostí 200 km/h, ale tato rychlost bude moci být využívána až po instalaci systému ETCS Level 1. K tomu mělo dojít do poloviny roku 2011,
ale stalo se tak až v prosinci 2014.
S zahájením grafikonu vlakové dopravy 2014/2015 (14. prosince 2014) už je podle prohlášení o dráze možná jízda vlaků osobní dopravy rychlostí až 200 km/h. Jedná se o úsek od km 125,200 do km 214,800, čili od Olszamowic do zhruba poloviny traťového úseku Góra Włodowska - Zawiercie. Délka úseku s touto traťovou rychlostí tak činí 89,6 km, jde tedy o cca 40 % délky trati.
V budoucnosti se plánuje další zvyšování rychlosti, přičemž omezujícím prvkem je především stávající napájení systémem 3 kV DC. Pro rychlosti od 250 km/h výše (o rychlostech nad 300 km/h se již neuvažuje) by bylo nutné přebudovat napájení na soustavu 25 kV 50 Hz AC.

## Rychlostní rekordy
Tato trať byla také svědkem různých pokusů o dosažení polských rychlostních rekordů. 11. května 1994 byl na CMK dosažen rychlostní rekord kolejí střední a východní Evropy – 250,1 km/h. Této rychlosti dosáhla během zkušební jízdy italská jednotka ETR 460 (Pendolino) poblíž odbočky Biała Rawska.
Další rekord byl dosažen 18. dubna 1999, kdy klasická souprava složená z lokomotivy a osobních vozů překročila v úseku Górą Włodowską a Psary rychlost 220 km/h. Tehdy šlo o zkušební jízdy za účelem otestování nových podvozků 25ANa pro osobní vozy a trakci zajišťovala lokomotiva EU43-001.
Během zkušebních jízd v noci z 18. na 19. února 2013 dosáhla na CMK elektrická jednotka 31WE-001 z rodiny Impuls rychlosti 211,6 km/h, což je rychlostní rekord vozidla polské výroby.
Starý rekord jednotky ETR 460 byl překonán 24. listopadu 2013, kdy jednotka Pendolino ED250 dosáhla v úseku Górą Włodowską - Psary rychlosti 293 km/h.

## Provoz
V počátečních letech byla trať využívána hlavně v nákladní dopravě, čímž pomohla přetíženým starším tratím. Například v roce 1980 jezdilo po trati denně v průměru 73 nákladních vlaků a pouze 4 osobní. Postupně se však poměr vyrovnával a roce 1988 již po trati jezdilo denně 56 nákladních a 40 osobních vlaků.
Až do června 1991 jezdily po CMK pouze dva expresy s rychlostí 160 km/h („Górnik“ a „Krakus“), což bylo způsobeno nedostatkem lokomotiv s touto rychlostí. Až sériové dodávky lokomotiv EP09 umožnily postupné zvyšování počtu vlaků jezdících touto rychlostí. Od grafikonu 1992/1993 již začaly na trati jezdit rychlostí 160 km/h expresy z Katovic a Krakova do Varšavy v taktu a objevily se zde první vlaky kategorie InterCity: „Górnik“, „Krakus“, „Sawa“ a „Kościuszko“. Celkem šlo o 7 párů Varšava – Krakov a 6 párů Varšava - Katovice.
Největší počet expresů jezdil na CMK na přelomu tisíciletí, tehdy se jednalo o 27 párů vlaků s rychlostí 160 km/h. Později byla nabídka mírně omezena

## Stanice využívané osobní dopravou
Trať byla budována pouze pro tranzitní dopravu s tím, že se nepřepodkládalo zastavování expresů ve stanicích na trati. Proto také stanice na CMK nebyly původně vybaveny pro výstup a nástup cestujících.
První výjimkou se stala stanice Włoszczowa Północ (česky Włoszczowa sever) ležící několik kilometrů od městečka Włoszczowa v Svatokřížském vojvodství. Po intervenci ministra Przemysława Gosiewského ze strany Právo a spravedlnost byla v roce 2006 ve stanici vybudována nástupiště a provedeny další úpravy s tím související. Po přestavbě stanice zde začaly zastavovat některé expresní vlaky společnosti PKP Intercity, které tudy předtím projížděly rychlostí 160 km/h. Oprávněnosti přestavby stanice a rolí ministra Gosiewského v celé kauze se zabývala také policie.
V roce 2014 pak bylo vybudováno nástupiště také ve stanici Opoczno Południe nedaleko města Opoczno v Lodžském vojvodství.